# 發色團
簡單來說發色團是分子中與顏色有關的部分。 
當分子吸收某特定可见光的波長射出或反射其他波長的光時會產生顏色。而發色團是指在分子中的兩個分子軌域的能量差落在可見光譜的範圍上的區域。因此當可見光的能量傳遞給發色團時則其中的電子會因吸收能量而從基態躍升為激發態.  
發色團在生物的分子中則是充當捕捉或偵測光的作用,因為當光傳遞能量給分子時，發色團就是造成構型改變的部分。

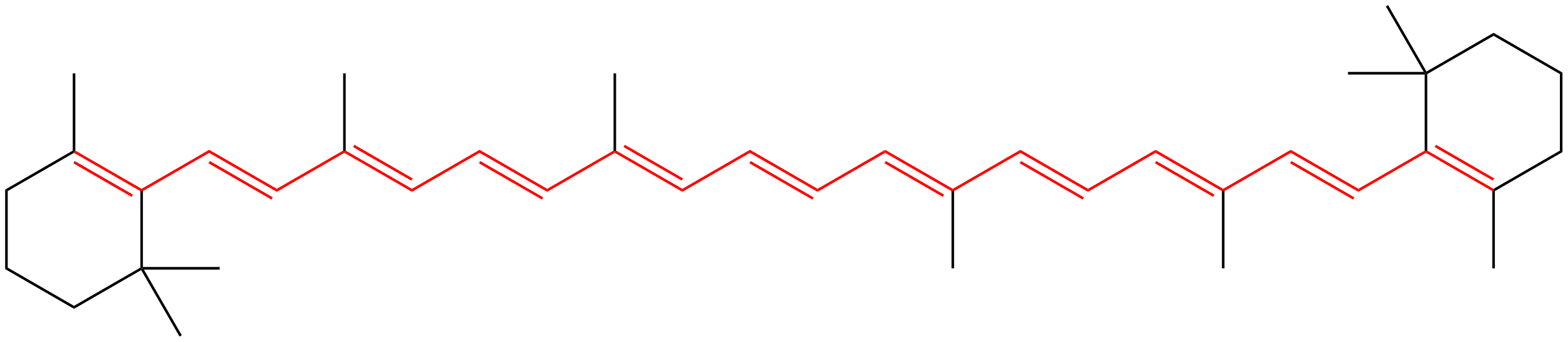
β-胡蘿蔔素的結構式。 紅色的部分顯示出11個共軛雙鍵形成發色團

## 共軛π鍵系統下的發色團

經由γ射線照射後，視黃醛中的共軛發色團區域被拉直:11個順式的視黃醛變為全反式視黃醛

在有共軛情形的發色團中, 電子躍升到π軌域中,而這是由一系列單鍵與雙鍵的轉換造成的,且常發生在含苯環的分子裡。  常見的例子有視黃醛 (眼睛裡用來偵測光的分子),許多食用色素,纖維染劑(偶氮化合物), 酸鹼指示劑, 茄紅素,β-胡蘿蔔素,和花青素。而發色團中的許多不同的結構是造成發色團吸收光譜特定範圍波長的因素。增長或是增加越多不飽和(多)鍵於共軛系統中會趨向吸收較長波長的光。而在含共軛系統的有機化合物中能用伍德沃德规则來估算  紫外光-可見光 的最大吸收波長。  
某些發光體會與金屬構成複合體並且與配體形成配位複合物，像是葉綠素(植物用來行光合作用的色素)與血紅蛋白 (脊椎動物裡用來攜帶氧氣的蛋白質). 在這兩個例子裡,金屬位於中心的卟啉環: 金屬鐵在血紅蛋白的血基質中,金屬鎂在葉綠素中。在高度共軛π鍵系統下的卟啉環會吸收可見光，位於中心金屬的特性也可能影響金屬卟啉複合物的吸收光譜或影響激發態的停留時間。

## 助色基團
助色基團是一群形成特定官能基的原子，這群原子會 與發色團結合並且改變發色團吸收的光波長或吸收的光強度。
羟基，烷氧基，氨基，巯基等基团与共轭体系相连，其孤对电子能与共轭体系的π电子共轭，使化合物紫外吸收光谱峰值向长波方向位移，并使颜色加深，这种效应称为助色效应，这些基团就称为助色基。

## 加酸顯色反應
加酸顯色反應是當pH值改變時，物質的顏色也會跟著改變，也是酸鹼指示劑的特性。環境的酸鹼值在某範圍改變時，酸鹼指示劑的分子結構也會跟著改變，而結構的改變會影響酸鹼指示劑的發色團。例如: 酚酞是一種酸鹼指示劑，結構會如下表所示依pH值改變而改變:
| 結構       |                  |              |
| pH值       | 0−8.2            | 8.2−12.0     |
| 狀態       | 酸性 或 接近中性 | 鹼性         |
| 顏色名子   | 無色             | 粉紅到洋紅色 |
| 顯示的顏色 |                  |              |

當pH值在0-8之間,酚酞分子有3個苯環結構 ，且全部都以 sp3混成軌域與碳原子形成四面體結構，而這中心的碳原子並沒有與苯環形成共軛π鍵，在此限制的形式下苯環結構只能吸收紫外線，導致酚酞結構在pH值0到8之間是無色的。當pH到8.2以上,部分苯環以sp2混成軌域加上p軌域與中心的碳原子形成pi鍵，這造成了3個苯環以共軛的方式連結而產生了發色團部份，這使得酚酞能吸收波長較長的可見光而產生紫紅色。  當pH值再0到12之外時，其他的分子結構改變導致其他的顏色改變。詳細請參考酚酞。

## 相關聯結
- Causes of Color （页面存档备份，存于）: physical mechanisms by which color is generated.
- High Speed Nano-Sized Electronics May be Possible with Chromophores - Azonano.com

## 來源
1. ↑  IUPAC Gold Book（英语：IUPAC_books#Gold_Book） Chromophore （页面存档备份，存于）
2. ↑  Gouterman, M. (1978) Optical spectra and electronic structure of porphyrins and related rings. In Dolphin, D. (ed.) The porphyrins.  Academic Press, New York. Volume III, Part A, pp 1-165
3. ↑  Scheer, H. (2006) An overview of chlorophylls and bacteriochlorophylls: biochemistry, biophysics, functions and applications. Advances in Photosynthesis and Respiration, vol 25, pp 1-26
4. ↑  Shapley, P. (2012) Absorbing light with organic molecules. http://butane.chem.uiuc.edu/pshapley/GenChem2/B2/1.html （页面存档备份，存于）
5. ↑  邢其毅等。《基础有机化学》第三版下册。页165。北京：高等教育出版社，2005年。ISBN 978-7-04-017755-8
6. ↑  .   [2013-06-29]. （原始内容存档于2021-04-21）.